# Імені Леніна (житломасив)
І́мені Ле́ніна  — житловий масив у північній частині Тернівського району Кривого Рогу.
Закладений у кінці 80-х рр. ХІХ століття як гірниче селище на землях поміщика І.Н. Харіна. Забудовувалося хаотично, складалося з бараків, землянок, де проживали родини гірників навколишніх рудників.
Розвитку набув у 30, 50-70-х рр. Площа 298,2 га, має 28 вулиць, мешкає 24 тисячі осіб. Існує потужна соціально-побутова структура.